# Werdau

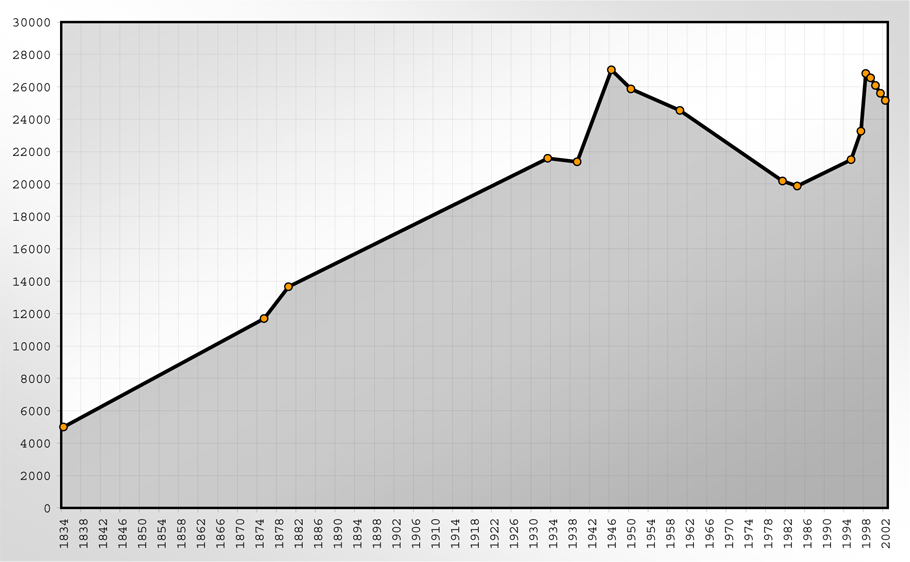
Bevolkingsontwikkeling

Werdau is een gemeente in de Duitse deelstaat Saksen, gelegen in de Landkreis Zwickau. De stad telt 20.471 inwoners. Het is gelegen aan de rivier Pleiße, op 8 km van Zwickau.
In 1905 werd een wedstrijd gehouden voor het ontwerp van een nieuw stadhuis (zie afbeelding), want het oude stadhuis - dat in 1727 gebouwd was - werd te klein. De toren en het grondplan van één ontwerp werd samengevoegd met de voorgevel van een ander ontwerp. Op 1 augustus 1908 werd begonnen met de bouw van het stadhuis. Het werd ingehuldigd op 26 april 1911, waarbij Frederik August III van Saksen aanwezig was.

## Geboren
- Willi Ritterbusch (1892-1981), Generalkommissar zur besonderen Verwendung in bezet Nederland tijdens de Tweede Wereldoorlog
- Felix Maly (1994), schaatser
- Fridtjof Petzold (1997), schaatser

## Partnersteden

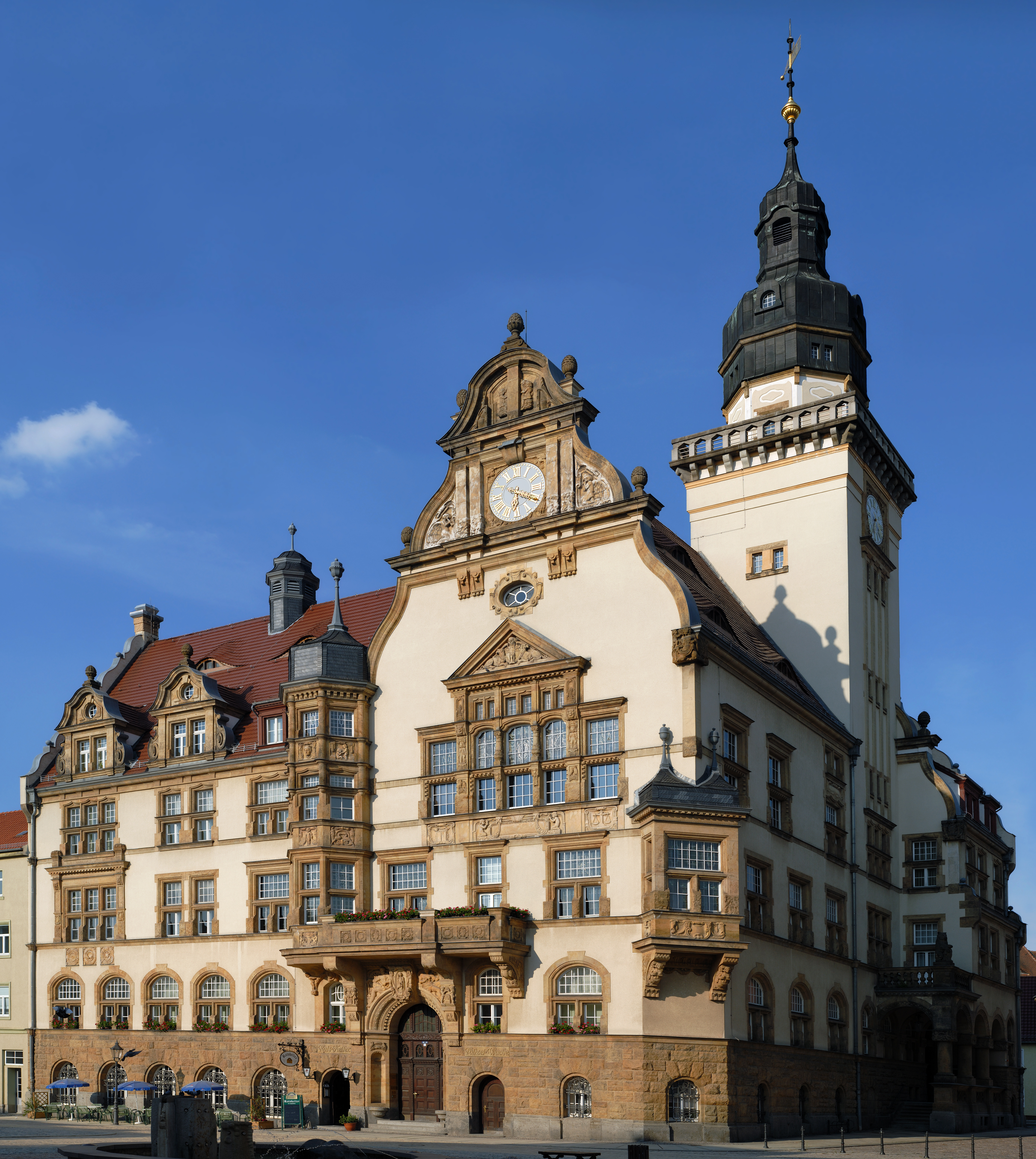
Het stadhuis van Werdau

- Röthenbach an der Pegnitz
- Kempen

Bernsdorf ·
Callenberg ·
Crimmitschau ·
Crinitzberg ·
Dennheritz ·
Fraureuth ·
Gersdorf ·
Glauchau ·
Hartenstein ·
Hartmannsdorf bei Kirchberg ·
Hirschfeld ·
Hohenstein-Ernstthal ·
Kirchberg ·
Langenbernsdorf ·
Langenweißbach ·
Lichtenstein/Sa. ·
Lichtentanne ·
Limbach-Oberfrohna ·
Meerane ·
Mülsen ·
Neukirchen/Pleiße ·
Niederfrohna ·
Oberlungwitz ·
Oberwiera ·
Reinsdorf ·
Remse ·
Schönberg ·
St. Egidien ·
Waldenburg ·
Werdau ·
Wildenfels ·
Wilkau-Haßlau ·
Zwickau